# Герб на Южна Корея
Гербът на Южна Корея (от хералдическа гледна точка - емблема) е приет 1963 г. В центъра му е поместен традиционния символ за страната, заобиколен от пет стилизирани венчелистчета и панделка, на която е изписано „Република Корея“ с йероглифи на хангъл. Ин и Ян представляват мирът и хармонията. Петте венчелистчета представят националното цвете на Южна Корея — Hibiscus syriacus.